# Pello Ruiz Cabestany
Pour les articles homonymes, voir Ruiz.
Pello Ruiz Cabestany, né le 17 mars 1962 à Saint-Sébastien, est un coureur cycliste espagnol.

## Biographie
Pello Ruiz Cabestany a dominé ses adversaires avant de passer professionnel. Il a ainsi été deux fois Champion d'Espagne de poursuite (en 1980 en catégorie junior et en 1982 catégorie amateur), quatre fois Champion d'Espagne de poursuite par équipes (en 1980 catégorie junior et en 1981, en 1982 et en 1983 catégorie amateur), champion d'Espagne contre-la-montre par équipes en 1983 catégorie amateur et champion d'Espagne de la course aux points en 1983 catégorie amateur.
Il devient professionnel en 1984 et le reste jusqu'en 1994. Il y remporte notamment le Tour du Pays basque, une étape du Tour de France 1986 et trois étapes du Tour d'Espagne.

## Palmarès sur route

### Palmarès amateur
- 1981
  - Pentekostes Saria
- 1982
  - Subida a Gorla
  - 2e étape du Tour de Ségovie
  - 8eb (contre-la-montre) et 11e étapes du Tour du Guatemala
  - 2ea et 3e étapes du Tour de l'Empordà
  - 2e du Tour de la Bidassoa
  - 2e du Tour de l'Empordà
- 1983
  -  Champion d'Espagne du contre-la-montre par équipes
  - Prueba Loinaz
  - Classement général du Tour de la Bidassoa
  - 3e et 5eb étapes de la Bizkaiko Bira (es)
  - Prologue du Grand Prix Guillaume Tell
  - 2e de la Subida a Gorla
  - 2e du Tour de Navarre
  - 2e du Tour de Tarragone

### Palmarès professionnel
| - 1984 - 3e étape du Tour de la Communauté valencienne - 2e du Tour de la Communauté valencienne - 3e du Tour d'Aragon - 1985 - Classement général du Tour du Pays basque - 17e étape du Tour d'Espagne (contre-la-montre) - 6e étape du Tour de Colombie (contre-la-montre) - 2e du championnat d'Espagne sur route - 4e du Tour d'Espagne - 1986 - 2eb étape du Tour de Murcie (contre-la-montre par équipes) - Classement général du Tour des Trois Cantons - 3e étape du Grand Prix du Midi libre - 4e étape du Tour de France - 5eb étape du Tour de Catalogne - 2e du Tour de Murcie - 3e du Grand Prix du Midi libre - 6e du Tour d'Espagne - 10e du Tour de Catalogne - 1987 - Trophée Luis Puig - Tour de Murcie : - Classement général - 3e et 5e étapes - 2e étape du Trophée Castille-et-León - GP Llodio - GP Caboalles de Abajo - 1reb étape du Tour de Burgos (contre-la-montre par équipes) - 10e de la Classique de Saint-Sébastien | - 1988 - 6e étape du Tour méditerranéen - 1989 - Tour de la Communauté valencienne : - Classement général - 5eb étape (contre-la-montre) - 3e du Tour de Burgos - 1990 - 1re et 20e étapes du Tour d'Espagne (contre-la-montre) - 4e étape du Tour de Burgos (contre-la-montre par équipes) - 2e du Tour des Asturies - 4e du Tour d'Espagne - 1991 - 6e du Tour d'Espagne - 1992 - 2eb étape du Tour d'Espagne (contre-la-montre par équipes) - 1993 - 3e étape de la Bicyclette basque - 7e du Tour de Romandie - 1994 - 7e de la Classique de Saint-Sébastien |  |

## Résultats sur les grands tours

### Tour de France
6 participations
- 1985 : 54e
- 1986 : 36e, vainqueur de la 4e étape
- 1987 : abandon (16e étape)
- 1990 : 12e
- 1991 : 33e
- 1992 : 72e

### Tour d'Espagne
10 participations
- 1984 : 15e
- 1985 : 4e, vainqueur de la 17e étape (contre-la-montre),  maillot amarillo pendant 3 jours
- 1986 : 6e,
- 1987 : abandon (19e étape)
- 1988 : 23e
- 1989 : 18e
- 1990 : 4e, vainqueur des 1re et 20e étapes (contre-la-montre),  maillot amarillo pendant 1 jour
- 1991 : 6e
- 1992 : 13e, vainqueur de la 2eb étape (contre-la-montre par équipes),  maillot amarillo pendant 5 jours
- 1994 : 30e

### Tour d'Italie
1 participation
- 1993 : abandon

## Palmarès sur piste
| - 1980 - Champion d'Espagne de poursuite juniors - Champion d'Espagne de poursuite par équipes juniors - 1981 - Champion d'Espagne de poursuite par équipes - 1982 - Champion d'Espagne de poursuite - Champion d'Espagne de poursuite par équipes | - 1983 - Champion d'Espagne de poursuite par équipes - Champion d'Espagne de course aux points |  |